# Le Dragon (stokerij)
Le Dragon is een stokerij, mouterij en gistfabriek die in de 19e en 20e eeuw actief was in Gent. De fabriek was gevestigd aan de Brouwersstraat en aan de Ter Platenkaai. De burelen waren ondergebracht aan de Brouwerstraat.

## Geschiedenis

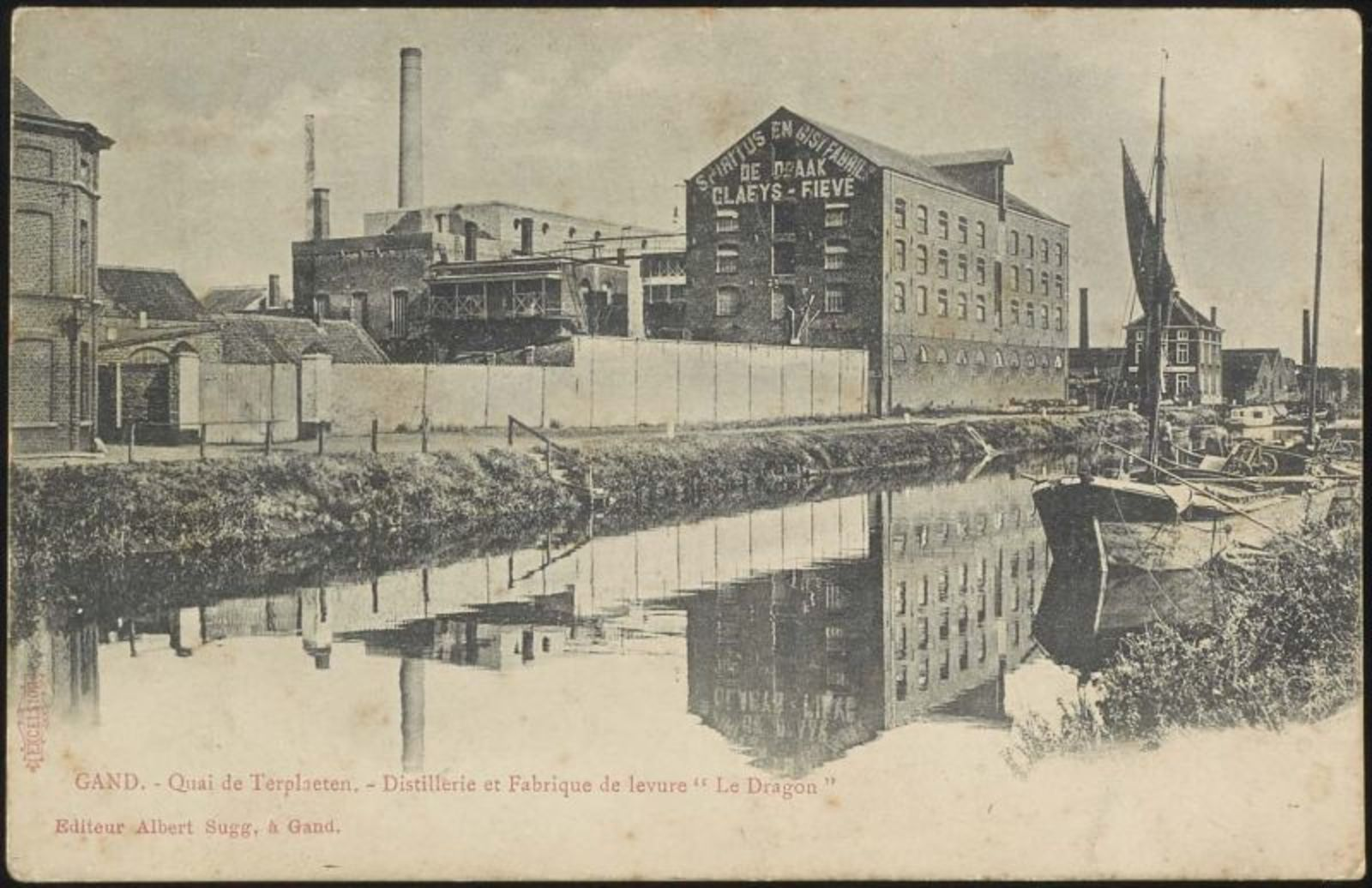
Postkaart van stokerij Le Dragon te Gent

Rond 1857 wordt de firma Claeys-Waterloos opgericht als industriële stokerij. In die periode zijn er zo’n 17 stokerijen in Gent actief, vooral kleine ambachtelijke bedrijven met een laag rendement. Claeys-Waterloos vormt daarop de uitzondering en produceert op grote schaal. In de jaren 1880 baten de broers Jules en Octave Claeys-Fiévé de stokerij uit. In het begin van de 20e eeuw is die firma ook actief als producent van gist. Het bedrijf neemt in 1905 deel aan de Wereldtentoonstelling in Luik en op de Wereldtentoonstelling van 1913 in Gent behaalt Claeys-Fiévé de gouden medaille.
De familie Claeys-Fiévé bezit verschillende eigendommen en bouwt in de omgeving van het bedrijf ook verschillende arbeiderswoningen. Rond 1930 sluit de productie in Terplaten, in de Brouwersstraat wordt nog een zekere hoeveelheid alcohol gestookt. In 1959 sluit zaakvoerder Alfred Claeys de firma en worden de gebouwen en inboedel verkocht. De magazijnen in de Brouwersstraat zijn in de jaren 1970 in gebruik van een farmaceutische firma.
De collecties van het Jenevermuseum, het Industriemuseum, de Universiteitsbibliotheek Gent en het MOT bevatten enkele publicitaire stukken die verwijzen naar deze Gentse firma.